# 陈永玲
陳永玲（1929年—2006年2月15日），京劇演員，工旦行，在中國青岛出生，原籍山東省惠民縣大年陳鄉，原名陳志堅。

## 生平
1939年起在北京中華戲曲學校（李石曾、程硯秋、焦菊隱等合辦）學習京劇表演藝術，第5期「永」字科班出身。拜師筱翠花（于連泉）、荀慧生、梅蘭芳、尚小雲先生。
1947年與張君秋、毛世來、許翰英同時當選「新四小名旦」。擅長劇目有貴妃醉酒、小放牛、小上墳、打櫻桃、拾玉鐲、鐵弓緣、金玉奴、紅娘、昭君出塞、十三妹、穆桂英等。
1949年，在中國人民解放軍管治下的北京（當時還叫北平），他和妻子言慧蘭（言慧珠的妹妹）生下長子陳霖蒼。1951年生下女兒陳紅。1954年生下次子陈元。
1950年代中，他全家搬到甘肅省，在蘭州工作。
文化大革命中，他被判刑7年，關押3年后「解放」（文革術語，轉為控制使用對象），到青海勞動。
1985年，與妻子移民英屬香港，1986年次子也到香港。1994年第1次到台灣表演京劇，台灣國立國光劇團成立后，先是應邀客座，做藝術指導，后長住台北，專心培養台灣京劇旦行青年演員。
2005年到北京養老，以病體堅持培養中國的京劇旦行青年演員，2006年逝世。
2007年3月26日，骨灰歸葬故乡山東省惠民縣大年陳鄉。

## 編演作品
- 祥林嫂
- 白毛女
- 洪湖赤衛隊